# Saturnino Martínez
Saturnino Martínez (1928 - 7 de novembre de 1960) fou un futbolista mexicà.

## Selecció de Mèxic
Va formar part de l'equip mexicà a la Copa del Món de 1954. Fou jugador del Club León, Club Necaxa i Club de Fútbol Atlante.